# San Leanna
San Leanna är en ort (village) i Travis County i Texas. Vid 2010 års folkräkning hade San Leanna 497 invånare.